# 11782 Nikolajivanov
11782 Nikolajivanov là một tiểu hành tinh vành đai chính với chu kỳ quỹ đạo là 1365.7364939 ngày (3.74 năm).
Nó được phát hiện ngày 8 tháng 10 năm 1969.